# Santa Cristina de la Polvorosa
Santa Cristina de la Polvorosa è un comune spagnolo di 1 220 abitanti situato nella comunità autonoma di Castiglia e León.
A pochi chilometri dalla città, a seguito di un incidente stradale, perse la vita la cantautrice Cecilia il 2 agosto 1976.